# Arctia schultzi
Arctia schultzi är en fjärilsart som beskrevs av Frings. Arctia schultzi ingår i släktet Arctia och familjen björnspinnare. Inga underarter finns listade i Catalogue of Life.